# Корбу (Харгита)
Корбу — коммуна на севере жудеца (уезда) Харгита, в исторической области Трансильвания, в Румынии, в 14 километрах от города Борзек.
Площадь коммуны составляет 170,5 км². Численность населения — 1.602 человек (на 2002 год), преимущественно румыны. Плотность населения — 9,39 чел./км². В состав коммуны входит 2 села — Капу-Корбулой и Корбу.
В годы Первой мировой войны на территории коммуны были сформированы воинские части, понёсшие огромные потери в боях. В связи с этим в 1930 году здесь был установлен величественный монумент из гранита и мрамора в память всех павших в 1914—1918 (во времена войны Трансильвания, где находится коммуна, входила в состав Австро-Венгрии).